# Martlet
Martlet — легка багатоцільова керована ракета, створена для потреб військових Великої Британії компанією Thales Air Defense.
Розроблена як легка багатоцільова ракета (Lightweight Multirole Missile — LMM), щоб відповідати вимогам Великої Британії «Майбутня керована зброя повітря-поверхня (легка)».
Міністерство оборони Великої Британії розмістило початкове замовлення на 1000 ракет, постачання яких було заплановано починаючи з 2013 року. Однак початкова експлуатаційна спроможність була набута в 2021 році, а повна оперативна спроможність очікується в 2024 році.
Ракета після прийняття на озброєння у Великій Британії отримала назву «Martlet».

## Опис
LMM призначена для забезпечення єдиного сімейства зброї, яка може використовуватися в різних режимах, включаючи:
- Морський — LMM буде перевозитися на нових вертольотах Lynx Wildcat Королівського флоту для використання проти малих надводних суден. Турецька компанія ASELSAN розробила спеціальні системи кріплення, які також можуть дозволити запускати LMM з військово-морських платформ, таких як швидкісні штурмовики.
- Поверхня-поверхня — подвійний ефект (осколковий вибух і кумулятивний заряд) боєголовки LMM робить її придатною для використання проти широкого кола наземних цілей, включаючи легку/середню броню.
- Повітряний запуск — модульна конструкція ракети дозволяє в майбутньому розробляти та впроваджувати альтернативні боєголовки та ГСН.
- Земля-повітря — у липні 2019 року загін протиповітряної оборони 30-ї інформаційної групи Commando випробував LMM в режимі «земля-повітря» проти безпілотників-цілей Meggitt Banshee. Версія була випробувана як на малих суднах, так і з ПЗРК. Останній, потрапив на службу в Україні в 2022 році, здійснив там збиття ворожого російського дрона.

LMM у початковій партії використовують лазерний промінь з інфрачервоним терміналом самонаведення та лазерний датчик наближення, хоча напівактивна лазерна версія знаходиться в стадії розробки для точних наземних ударів.
Сама ракета має вагу 13 кг з бойовою частиною 3 кг. Довжина — 1,3 м. Діаметр — 76 мм. Використовується багаторежимне наведення (лазер, напівактивний лазер, інфрачервоне випромінювання). Швидкість ракети — 1,5 Маха. Дальність дії — 8 км.
Менша, порівняно зі Starstreak, швидкість, за повідомленням британських військових, дає оператору більше часу для прицілювання і допомагає більш влучній стрільбі.

## Бойове застосування

### Російсько-українська війна
10 квітня 2022 року в соціальних мережах було поширене відео пуску ПЗРК по БПЛА типу «Орлан-10» військовими 95 ОДШБр. Через особливості транспортно-пускового контейнера зенітної керованої ракети журналістам видання Defense Express та порталу Мілітарний вдалось встановити, що це — Martlet LMM.
22 квітня 2022 року військові 95 ОДШБр показали черговий приклад знищення БПЛА Орлан-10.
Іще два БПЛА «Орлан-10» були знищені в 20-х числах травня 2022 року.
За даними командування ДШВ, на початку червня 2022 року на рахунку одного молодшого сержанта 95 ОДШБр уже було дев'ять збитих засобів повітряної розвідки противника.
27 червня 2022 року воїнами 95-ї ОДШБр знешкоджено російський Ка-52 ракетою з ПЗРК LMM Martlet.
6 вересня 2024 року Британія заявила, що передасть Україні 650 ракет Martlet для ППО на суму 192 мільйони євро. 

## Оператори
- Велика Британія — 1000 ракет на замовлення, розгорнуті в експлуатації з травня 2021 року.
- Індонезія — невідома кількість, вперше помічений під час навчань Latbakjatrat 2022, які використовуються 14-м батальйоном повітряної артилерії армії (Yonarhanud 14).
- Україна — невідома кількість, вперше помічений для збиття російського БПЛА «Орлан-10» 95-ю десантно-штурмовою бригадою.